# 로잔 대학교
로잔 대학교(프랑스어: Université de Lausanne, UNIL)는 스위스의 로잔에 위치한 공립 대학이다. 목회자 양성을 위해 신학을 가르치는 로잔 아카데미(Académie de Lausanne)로 1537년에 시작되었다. 불어만을 사용하였다. 1890년 다양한 학과를 증설하여 대학교로 승격하였다. 